# 沃爾賽島

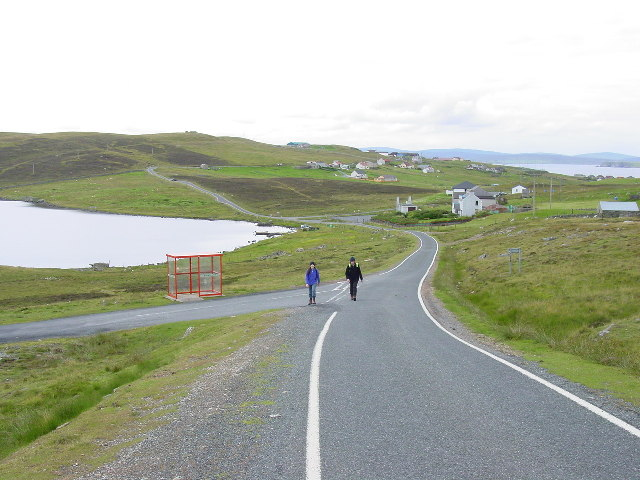

沃爾賽島是蘇格蘭的島嶼，位於北海，屬於昔德蘭群島的一部分，長8公里、寬3公里，面積19.7平方公里，最高點海拔高度119米，主要經濟活動有漁業和農業，2001年人口1,034。

## 外部連結
- Listen to recordings of a speaker of Whalsay Scots （页面存档备份，存于）
- BBC Voices: further example recordings of speakers from Whalsay, 2004 （页面存档备份，存于）

60°20′N 0°59′W / 60.333°N 0.983°W